# Бъндева къща
Бъндевата къща (на македонска литературна норма: Бандева куќа) е възрожденска къща в град Охрид, Северна Македония. Построена в края на XVIII век, сградата е рядък пример за запазена възрожденска архитектура в града и е обявена за значимо културно наследство на Република Македония.

## Местоположение
Къщата е разположена във Вароша, на улица „Илинденска“ („Папарница“) № 15 (алтернативна номерация 13), северно от църквата „Света София“, на кръстовището с улица „Цар Самуил“. Била е собственост на Климе Бъндев.

## Архитектура
Поради склона на терена, сградата има три входа на три различни нива – главен вход от улица „Илинденска“ на ниво на приземието, вход от улица „Цар Самуил“ на по-високо ниво и още един вход от „Цар Самуил“ в заграденото дворче на ниво първия етаж на сградата.
Приземието е от два дяла – северен и южен, свързани оригинално помежду си с две единични стълбища, които започват от две различни нива. Южната част съдържа входен трем с чешма, тоалетна и керал, както и дюкян на ъгъла на улиците, който не е свързан с жилищното пространство на къщата. Северният дял е частично вкопан в терена и представлява едно-единствено помещение – потон с вход от „Цар Самуил“.
На първия етаж има чардак, зимна и лятна кухня, одая и моминска одая, в която се събирали жените и са се занимавали с ръчна работа – плетене, везане и други. В зимната кухня има зидана камина и много вградени долапи, а лятната кухня е с изход към дворчето, където е и външната тоалетна.
На втория етаж има две гостни стаи и отворен чардак на изток.
Приземието е изградено от камък, а етажите са с паянтова конструкция. Покривът е дървен с турски керемиди. Подовете на приземието са от камък, а на етажите са дъсчени. Фасадата има еркер на изток, подпрян с дървени костници, експониран оджак и дървени обшивки. Сградата е боядисана в тъмна охра.